# Пальчев-Парцеля
Пальчев-Парцеля (пол. Palczew-Parcela) — село в Польщі, у гміні Варка Груєцького повіту Мазовецького воєводства.
Населення — 210 осіб (2011).
У 1975-1998 роках село належало до Радомського воєводства.

## Демографія
Демографічна структура станом на 31 березня 2011 року:
|          | Загалом | Допрацездатний вік | Працездатний вік | Постпрацездатний вік |
| -------- | ------- | ------------------ | ---------------- | -------------------- |
| Чоловіки | 94      | 22                 | 61               | 11                   |
| Жінки    | 116     | 31                 | 62               | 23                   |
| Разом    | 210     | 53                 | 123              | 34                   |